# Oier Sanjurjo
Oier Sanjurjo Maté mer känd som Oier Sanjurjo eller bara Oier, född 25 maj 1986 i Estella i Spanen, är en spansk fotbollsspelare (mittfältare) som representerar AEK Larnaca.  

## Klubbkarriär
Oier började sin fotbollskarriär i CD Izzarra och kom inte till CA Osasuna förrän som 14-åring. Han lånades ut till UCD Burladés i Tercera División för att efter det ta plats i CA Osasuna B säsongen 2005/2006. Han gjorde sin La liga-debut i september 2008 men spelade mestadels i B-laget. Sin första hela säsong inledde han med att ersätta César Azpilicueta som högerback då han var iväg på landslagsuppdrag.  Oier lyckades inte ta någon plats i truppen och lånades i juli 2011 ut till Celta Vigo för en säsong.  När han kom tillbaka förlängde han sitt kontrakt till 2015.  I juli 2019 förlängde han sitt kontrakt till juni 2021.
I juni 2022 värvades Oier av cypriotiska AEK Larnaca, där han skrev på ett ettårskontrakt med option på ytterligare ett år.

## Meriter
Vinnare av Segunda División 2018/2019

### Webbkällor
- på CA Osasunas hemsida (spansk)
- på Transfermarket (engelsk)